# ABBYY Aligner
ABBYY Aligner — инструмент от компании ABBYY Software House для быстрого выравнивания параллельных текстов и создания баз памяти переводов, используемых для автоматизированного перевода.

## Назначение
Базы TM используют переводчики при работе в различных системах (CAT или TMS), позволяющих производить поиск по базе, находить повторяющиеся сегменты в новых текстах и подставлять перевод из переведенных текстов.
Другими словами, работая над переводом в CAT-средстве или системе TMS, переводчик при помощи этих средств разбивает на сегменты новый текст и проверяет каждый сегмент на совпадение с переводами в базе Translation Memory.
Если сегмент исходного текста в точности совпадает с сегментом перевода, хранящимся в базе, он может быть автоматически подставлен в перевод. Если сегмент несильно отличается от хранящегося в базе, то он также будет подставлен в перевод, но, скорее всего, в этом случае переводчик будет должен внести необходимые изменения. При определенном проценте совпадения выдаются варианты перевода.
Таким образом, исполнитель либо выбирает предложенный вариант, либо корректирует его, либо переводит уникальный сегмент. Эта система существенно экономит время при переводе текстов.

## Принцип работы
Используя словарные базы, созданные в ABBYY специально для ABBYY Aligner, программа не просто разбивает тексты на сегменты и сопоставляет их по порядку, а сравнивает сегменты исходного текста с сегментами переведенного текста, проверяя их на смысловое сходство. Таким образом, программа наиболее точно находит соответствующие друг другу сегменты и качественнее выравнивает текст.

## Возможности
- Автоматическая обработка большого объёма документов (пакетный режим) — позволяет поставить в очередь большое количество документов, которые будут выравниваться автоматически без участия пользователя.
- Импорт: DOC, DOCX, TXT, RTF, PDF, HTML, PPT, PPTX, PPS, PPSX, XLS, XLSX
- Экспорт:

1. TMX (Translation Memory eXchange format) версии 1.4b — это международный стандарт, поддерживаемый большинством систем для работы с базами TM. Это позволяет использовать результаты в других приложениях, например, в CAT-средствах (Computer Assisted Translation Tools), которыми часто пользуются переводчики.
2. RTF — текстовый формат, поддерживаемый многими текстовыми редакторами (например, Microsoft Word)

## Языки и направления перевода
ABBYY Aligner выравнивает параллельные тексты на 10 языках (90 направлений перевода):
- английский
- немецкий
- французский
- испанский
- итальянский
- польский
- португальский
- турецкий
- украинский
- русский

## Аналоги
- Trados